# 双球芹属
双球芹属（学名：Schrenkia）是伞形科下的一个属，为多年生草本植物。该属共有约7种，分布于欧洲及中亚。